# Albibarbefferia zonata
Albibarbefferia zonata là một loài ruồi trong họ Asilidae. Albibarbefferia zonata được Hine miêu tả năm 1919. Loài này phân bố ở vùng Tân Bắc giới.